# Ecotone (entreprise)
Pour la zone de transition écologique, voir écotone.
Ecotone, est une entreprise agroalimentaire française spécialisée dans la fabrication de produits issus de l'agriculture biologique. Appelée Wessanen jusqu’en 2020, et fondée en 1765, elle a fait partie de l'indice boursier AMX avant son rachat et sa transformation en SASU par le fonds d'investissement français PAI Partners. Son siège social est établi à Saint-Genis-Laval, à côté du siège de sa filiale Bjorg et Compagnie.
Elle est propriétaire de plus de seize marques commerciales, dont Bjorg, Clipper, Bonneterre, Evernat, Allos, Tartex et Alter Eco.
Entreprise leader du bio en France, elle a réalisé en 2022 un chiffre d'affaires de 693 millions d'euros.

## Histoire

### Wessanen
Wessanen est créé au XVIIIe siècle par Adriaan Wessanen et Dirk Laan. Cette société possède une longue histoire d’entreprise, depuis le commerce des graines initial jusqu’à la commercialisation et la distribution de produits alimentaires santé[réf. nécessaire].
En 1994, elle prend le contrôle de H&C Céréales, spécialisé dans la fabrication de céréales pour le petit-déjeuner et de barres de céréales. Anciennement Harrisons et Crosfield, le groupe est constitué de deux unités de production en Angleterre (Telford) et d'une usine en France, à Faverolles. Il est intégré à la division « Céréales » de Wessanen, comprenant une usine à Tilbourg. L'ensemble est rebaptisé Dailycer et sera revendu en 2008, en rapprochant ses activités de celles du groupe allemand De-Vau-Ge au sein de Cereals Holding Group.

### Bjorg
Créée en 1970 à Saint-Genis-Laval par Régis Pelen, sous le nom de Distriborg, la société s’est construite autour d’une activité de distribution puis s’est développée à travers la création de ses propres marques et produits. En 1988, elle lance la marque Bjorg (première marque bio à être présente en grande distribution) puis les marques Evernat, Bonneterre et Gayelord Hauser s'ajoutent à son portefeuille respectivement en 1995, 1996 et 1999.
En 2000, Distriborg est racheté par Wessanen.
Le portefeuille de marques de la société continue d’évoluer. En 2008, elle crée Tanoshi, et est rejointe entre autres par Clipper en 2012, Alter Eco en 2013 et Destination en 2016.
C’est aussi en 2016 que Distriborg change de nom et devient Bjorg Bonneterre et Compagnie.

### Ecotone
En novembre 2020, après son rachat complet par deux investisseurs et sa sortie de la bourse d'Amsterdam, Wessanen annonce changer son nom pour celui d'Ecotone et annonce déménager son siège social en France, à Saint-Genis-Laval dans le Rhône, dans les bâtiments de Bjorg & Compagnie et Bonneterre & Compagnie, filiales qui constituent la grande majorité de son chiffre d'affaires. La motivation principale de cette restructuration réside dans la mise en place d'une réorganisation profonde de son offre, axée en priorité comme les autres grands acteurs du bio autour du blé, du maïs et du soja, afin de la diversifier.

## Organisation
En Europe, Ecotone est actif aux Pays-Bas et en Belgique (Wessanen Benelux), Allemagne (Allos GmbH, Tartex + Dr Ritter GmbH and CoSa Naturprodukte GmbH), France (Bjorg & Compagnie, Bonneterre & Compagnie), au Royaume-Uni (Kallo Foods, Clipper Tea) et en Italie (Bio Slym).
Avant son rachat et sa transformation en SASU, Wessanen était cotée à la bourse d'Amsterdam. Ses principaux actionnaires étaient Charles Erik Jobson, un investisseur privé, qui détenait environ 20 % des actions, et son fonds d’investissements, Delta Partners LP, qui en détenait 4,4 %.

## Marques du groupe
Le groupe met en avant seize marques :
- Abbot Kinney's - fabricant britannique de glaces, yaourts et desserts bio-vegan, principalement à base de lait de coco fermenté
- Allos - produits vegan divers (pates à tartiner, thés, boissons, mix de céréales...)
- Alter Eco - chocolat, thé, café, riz, quinoa issus du commerce équitable
- Bjorg - pains, biscuits, céréales, boissons bio, marque de Distriborg acquis en 2000
- Bonneterre - distributeur de produits bio basé à Rungis depuis 1973, acquis par Distriborg en 1990[17]
- Clipper - thé bio et équitable
- Danival - fabricant de plats cuisinés bio dans le Lot-et-Garonne, fondé en 1990 et acquis en 2020 par le groupe Hain Celestial (en)[18]
- Destination Bio - torréfacteur bio basé à Bordeaux fondé en 1999, acquis en 2016[19]
- Eco Cesta - marque du fabricant espagnol Biogran : pains, biscuits, céréales, cafés bio
- El Granero - marque du fabricant espagnol Biogran : épicerie et cosmétiques bio
- Isola Bio - boissons vegan (Italie)
- Kallø - épicerie vegan (UK)
- Little Lunch - fabricant de soupes et sauces bio allemand fondé en 2014, acquis en 2020[20]
- Tartex - fabricant allemand de terrines végétales depuis 1946, acquis en 2001 [21]
- Whole Earth - épicerie et traiteur bio (UK)
- Zonnatura - épicerie bio équitable (Pays-Bas)

Il est également propriétaire des marques suivantes :
- Biogran - fabricant et distributeurs de produits bio, acquis en 2016 pour 67 M€[22]
- Gayelord Hauser - marque de produits diététiques, créée en 1971, acquise par Distriborg en 1999[23]
- Evernat - marque de produits d'épicerie de la société Bonneterre vendus en magasins spécialisés depuis 1993 (France)